# آرولدو تیری
آرولدو تیری (ایتالیایی: Aroldo Tieri؛ ‏ ۲۸ اوت ۱۹۱۷ – ۲۸ دسامبر ۲۰۰۶) بازیگر اهل ایتالیا بود.
از فیلم‌هایی که وی در آن نقش داشته‌است، می‌توان به عشق است که مرا پیش می‌برد، میلیاردر میلان، هرج و مرج بزرگ، مسالینا، شادی زندگی، این دنیای دیوانهٔ دیوانهٔ ترانه، مانون لسکو و ترانه بهار اشاره کرد.